# Macizo del monte Rotondo
El macizo del monte Rotondo (en francés: Massif du Monte Rotondo) es una cadena montañosa situada en la parte sur de Córcega (Francia). Toma su nombre del Monte Rotondo, el pico más alto.

## Ubicación
El macizo del monte Rotondo es uno de los cuatro grandes bloques montañosos de Córcega. Estos son (de norte a sur), el macizo del monte Cinto, el macizo del Monte Rotondo, el macizo del monte Renoso y el macizo del monte Incudine. Estos macizos forman la Corse cristalline, compuesta principalmente por rocas magmáticas como granitos, granulitas, pórfidos y riolitas. El macizo del monte Rotondo se encuentra entre el col de Vergio y el col de Vizzavona. Se extiende hacia el oeste por las colinas de Ajaccio, y hacia el este hasta el Sillón de Corte 

## Picos
Los principales picos son:
| - Monte Rotondo 2622 m - Punta Mufrena 2590 m - Maniccia 2496 m - Monte Cardo 2453 m - Punta Felicina 2437 m - Monte de Oro 2390 m - Punta Muzzella 2342 m - Punta Artica 2327 m | - Punta alle Porte 2313 m - Lombarduccio 2268 m - Punta Migliarello 2254 m - Cimatella 2100 m - Capu a u Tozzu 2007 m - Pinerole 1951 m - Monte Cervellu 1622 m - Capu d'Orto 1294 m |